# Cercle Brugge in het seizoen 2024/25
Deze pagina beschrijft de prestaties van Cercle Brugge in het seizoen 2024/25.
Na de 16de speeldag stond Cercle op de voorlaatste plaats met 15 punten, daarop werd trainer Miron Muslic ontslagen.  Zijn landgenoot Ferdinand Feldhofer volgde hem op.  Hij werd op zijn beurt ontslagen op 17 maart, na het behalen van de 13de plaats in de reguliere competitie. De vereniging moet daardoor in de regulation play-offs spelen voor het behoud.  Jimmy De Wulf, tot dan assistent-coach, werd aangesteld als nieuwe hoofdcoach net voor de start van die regulation play-offs.  Net voor de barragewedstrijden tegen Patro Eisden werd Bernd Storck voorgesteld als vierde hoofdtrainer van het seizoen.  Die twee wedstrijden kon Cercle winnen en verzekerde zich zo van het behoud in 1A. 
Cercle werd in de Beker van België uitgschakeld in de 1/8e finale door STVV.
In december verliet spits en topshutter van het seizoen 2023-24 Kévin Denkey de Vereniging. Hij was de duurste uitgaande transfer tot dan. 
Dankzij de vierde plek in de champions' play-off van het seizoen 2023/24 mocht Cercle aantreden in de 2e kwalificatieronde van de UEFA Europa League tegen Kilmarnock FC. In de derde voorronde werd de ploeg uitgeschakeld door Molde FC. Cercle mocht verder Europees voetballen in de laatste kwalificatieronde van de UEFA Conference League tegen Wisła Kraków. Na 2 overwinning tegen de Poolse club, kwam Cercle terecht in de groepsfase tegen FC St. Gallen, Víkingur Reykjavík, LASK, Heart of Midlothian FC, Olimpija Ljubljana en Istanbul Başakşehir. Cercle behaalde 11 punten uit de 6 wedstrijden en eindigde op een 8e plek in het klassement. Het plaatste zich zo rechtstreeks voor de 1/8e finale. 

## Spelerskern
| No.           | Naam                   | Nationaliteit      | Geboortedatum | Vorige club             |
| ------------- | ---------------------- | ------------------ | ------------- | ----------------------- |
| Keepers       |                        |                    |               |                         |
| 1             | Warleson               | Brazilië           | 31/08/1996    | Sampaio Corrêa FC       |
| 21            | Maxime Delanghe        | België             | 23/05/2001    | Lierse SK               |
| 84            | Bas Langenbick         | België             | 13/02/2003    | eigen jeugd             |
| 89            | Eloy Room              | Nederland, Curaçao | 06/02/1989    | SBV Vitesse             |
| Verdedigers   |                        |                    |               |                         |
| 2             | Ibrahim Diakité        | Guinee             | 31/10/2003    | Stade de Reims          |
| 3             | Edgaras Utkus          | Litouwen           | 22/06/2000    | AS Monaco               |
| 4             | Dalangunypole Gomis    | Frankrijk          | 28/06/2004    | FC Sochaux              |
| 5             | Lucas Perrin           | Frankrijk          | 19/11/1998    | Hamburger SV            |
| 14            | Beni Mpanzu            | België             | 15/05/2004    | SK Lierse               |
| 15            | Gary Magnée            | België             | 12/10/1999    | KAS Eupen               |
| 18            | Senna Miangue          | België             | 05/02/1997    | Cagliari Calcio         |
| 20            | Flávio Nazinho         | Portugal           | 20/07/2003    | Sporting CP             |
| 66            | Christiaan Ravych      | België             | 30/07/2002    | Eigen jeugd             |
| 76            | Jonas Lietaert         | België             | 16/07/2004    | Eigen jeugd             |
| 90            | Emmanuel Kakou         | Ivoorkust          | 30/06/2005    |                         |
| Middenvelders |                        |                    |               |                         |
| 6             | Lawrence Agyekum       | Ghana              | 23/11/2003    | Red Bull Salzburg       |
| 8             | Erick Nunes            | Brazilië           | 29/02/2004    | Fluminense FC           |
| 17            | Abu Francis            | Ghana              | 27/04/2001    | FC Nordsjælland         |
| 23            | Heriberto Jurado       | Mexico             | 03/01/2005    | Necaxa                  |
| 27            | Nils De Wilde          | België             | 27/01/2003    | RSC Anderlecht          |
| 28            | Hannes Van der Bruggen | België             | 01/04/1993    | KV Kortrijk             |
| 30            | Bruno Gonçalves        | Brazilië           | 14/03/2003    | Red Bull Bragantino     |
| Aanvallers    |                        |                    |               |                         |
| 7             | Malamine Efekele       | Frankrijk          | 19/07/2004    | AS Monaco               |
| 9             | Kévin Denkey           | Togo               | 30/11/2000    | Nîmes Olympique         |
| 10            | Felipe Augusto         | Brazilië           | 18/02/2004    | SC Corinthians Paulista |
| 11            | Alan Minda             | Ecuador            | 14/05/2003    | Independiente del Valle |
| 13            | Paris Brunner          | Duitsland          | 15/02/2006    | Borussia Dortmund       |
| 22            | Alama Bayo             | België             | 02/02/2006    | RFC Seraing             |
| 34            | Thibo Somers           | België             | 16/03/1999    | Eigen jeugd             |
| 77            | Steve Ngoura           | Frankrijk          | 22/02/2005    | Le Havre AC             |
| 99            | Abdoul Kader Ouattara  | Burkina Faso       | 26/05/2005    | Rahimo FC               |

##### Transfers

###### Zomer
IN
| Naam                | Nationaliteit             | Van                        | Type            |
| ------------------- | ------------------------- | -------------------------- | --------------- |
| Flávio Nazinho      | Portugal, Guinee-Bissau   | Sporting Clube de Portugal | gekocht na huur |
| Gary Magnée         | België                    | KAS Eupen                  | gekocht         |
| Ibrahim Diakité     | Frankrijk, Guinee         | Stade de Reims             | gekocht         |
| Alama Bayo          | België, Guinee            | RFC Seraing                | transfervrij    |
| Dalangunypole Gomis | Frankrijk, Senegal        | FC Sochaux                 | gekocht         |
| Bruninho            | Brazilië                  | Red Bull Bragantino        | huur            |
| Lawrence Agyekum    | Ghana                     | Red Bull Salzburg          | huur            |
| Paris Brunner       | Duitsland, Congo-Kinshasa | AS Monaco                  | huur            |
| Eloy Room           | Nederland, Curaçao        | SBV Vitesse                | transfervrij    |
| Emmanuel Kakou      | Ivoorkust                 | Jong Cercle                | uit jeugd       |

UIT
| Naam                    | Nationaliteit | Naar            | Type           |
| ----------------------- | ------------- | --------------- | -------------- |
| Jesper Daland           | Noorwegen     | Cardiff City FC | verkocht       |
| Emilio Kehrer           | Duitsland     | Willem II       | verkocht       |
| Thomas Didillon         | Frankrijk     | Willem II       | transfervrij   |
| Boris Popovic           | Servië        | FC Arouca       | huur           |
| Hugo Siquet             | België        | Club Brugge     | einde huur     |
| Félix Lemaréchal        | Frankrijk     | RC Strasbourg   | einde huur     |
| Jordan Semedo           | Frankrijk     | Slavia Sofia    | einde huur     |
| Leonardo Da Silva Lopes | Portugal      | /               | einde contract |
| Louis Torres            | Frankrijk     | /               | einde contract |
| Sébastien Bruzzese      | België        | /               | einde contract |

###### Winter
IN
| Naam             | Nationaliteit | Van          | Type    |
| ---------------- | ------------- | ------------ | ------- |
| Steve Ngoura     | Frankrijk     | Le Havre AC  | gekocht |
| Lucas Perrin     | Frankrijk     | Hamburger SV | gehuurd |
| Heriberto Jurado | Mexico        | Necaxa       | gekocht |
| Beni Mpanzu      | België        | SK Lierse    | gekocht |

UIT
| Naam           | Nationaliteit | Naar          | Type                                       |
| -------------- | ------------- | ------------- | ------------------------------------------ |
| Kévin Denkey   | Togo          | FC Cincinnati | verkocht (duurste uitgaande transfer ooit) |
| Kazeem Olaigbe | België        | Stade Rennais | verkocht                                   |

### Technische staf
| Functie                      | Naam | Nationaliteit               |
| ---------------------------- | --- | --------------------------- |
| Hoofdtrainer                 | Bernd Storck Jimmy De Wulf (tem 12/05/25) Ferdinand Feldhofer (tem 17/03/2025) Miron Muslic (tem 02/12/2024) | Duitsland België Oostenrijk |
| Assistent-trainer            | Robin Peter Jimmy De Wulf (tem 20/03/2025)                                                                   | Duitsland België            |
| Assistent-trainer            | Bruno Andrade                                                                                                | Brazilië                    |
| Assistent-trainer            | Matyas Czuczi Adin Osmanbasic (tem 20/01/2025)                                                               | Polen Verenigde Staten      |
| Keepertrainer                | Stefan Toonen                                                                                                | Nederland                   |
| Head of athletic performance | Nick Van Ransbeeck Eddie Lattimore (tem 20/01/2025)                                                          | België Verenigd Koninkrijk  |
| Physical coach               | Nick Van Ransbeeck                                                                                           | België                      |
| Teammanager                  | Sven Vandendriessche                                                                                         | België                      |
| Teamdokter                   | Bastiaan Verstraete                                                                                          | België                      |
| Teamdokter                   | Thomas Monbailliu                                                                                            | België                      |
| Kit man & Player care        | Pepijn Lenoor                                                                                                | België                      |

## Raad van Bestuur
- Voorzitter:  Thomas Tousseyn
- Gedelegeerd bestuurder:  Luca Militti
- Bestuurder:  Thiago Scuro
- Bestuurder:  Pascal Danneels

## Oefenwedstrijden
| Datum      | Thuisploeg    | Bezoekers         | Score | Scoreverloop                                                                                 | Opmerkingen                                                 |
| ---------- | ------------- | ----------------- | ----- | -------------------------------------------------------------------------------------------- | ----------------------------------------------------------- |
| 06/07/2024 | Cercle Brugge | AEK Larnaca       | 3 – 2 | 1 – 0 Olaigbe, 2 – 0 Somers, 2 – 1 Diemers, 3 – 1 Somers, 3 – 2 Clarismario Santos Rodrigues | Gespeeld op een terrein in Venray.                          |
| 13/07/2024 | AS Monaco     | Cercle Brugge     | 1 – 1 | 0 – 1 Denkey, 1 – 1 Emilio Kehrer                                                            |                                                             |
| 13/07/2024 | Cercle Brugge | RC Grasse         | 0 – 2 |                                                                                              | Gespeeld op terrein AS Monaco. Match duurde 2 x 30 minuten. |
| 20/07/2024 | Feyenoord     | Cercle Brugge     | 1 – 0 | 1 – 0 Milambo                                                                                | Match duurde 3 x 40 minuten.                                |
| 14/11/2024 | Cercle Brugge | KSC Lokeren-Temse | 2 – 1 | 1 – 0 Kakou, 2 – 0 Martlé, 2 – 1                                                             |                                                             |

## Competities

### Reguliere competitie

#### Speeldagen
| Speeldag | Datum      | Thuisploeg          | Bezoekers           | Score | Scoreverloop                                                               | Punten | Opmerkingen                                                                             |
| -------- | ---------- | ------------------- | ------------------- | ----- | -------------------------------------------------------------------------- | ------ | --------------------------------------------------------------------------------------- |
| 1        | 28-07-2024 | KVC Westerlo        | Cercle Brugge       | 3 – 0 | 1 – 0 Stassin, 2 – 0 Stassin, 3 – 0 Sayyadmanesh                           | 0      |                                                                                         |
| 2        | 04-08-2024 | Cercle Brugge       | KV Kortrijk         | 1 – 2 | 0 – 1 Ferri, 1 – 1 Somers, 1 – 2 Mampassi                                  | 0      |                                                                                         |
| 3        | 11-08-2024 | Cercle Brugge       | Beerschot           | 4 – 1 | 1 – 0 Bruninho, 2 – 0 Olaigbe, 2 – 1 Michez, 3 – 1 Denkey, 4 – 1 Ouattara  | 3      |                                                                                         |
| 4        | 18-08-2024 | Oud-Heverlee Leuven | Cercle Brugge       | 1 – 1 | 0 – 1 Denkey, 1 – 1 Youssef Maziz                                          | 4      |                                                                                         |
| 5        | 26-09-2024 | Cercle Brugge       | AA Gent             | 2 – 1 | 1 – 0 Denkey, 2 – 0 Denkey, 2 – 1 Fadiga                                   | 7      |                                                                                         |
| 6        | 21-09-2020 | Club Brugge         | Cercle Brugge       | 3 – 0 | 1 – 0 Mechele, 2 – 0 Tzolis, 3 – 0 Skov Olsen                              | 7      |                                                                                         |
| 7        | 27-09-2020 | Cercle Brugge       | KRC Genk            | 2 – 3 | 0 – 1 Sor, 1 – 1 Ouattara, 1 – 2 Steuckers, 2 – 2 Ravych, 2 – 3 Arokodare  | 7      |                                                                                         |
| 8        | 22-09-2024 | KV Mechelen         | Cercle Brugge       | 2 – 0 | 1 – 0 Foulon, 2 – 0 Van den Eyden,                                         | 7      |                                                                                         |
| 9        | 29-09-2024 | Cercle Brugge       | STVV                | 1 – 1 | 1 – 0 Denkey, 1 – 1 Andrés Ferrari                                         | 8      |                                                                                         |
| 10       | 06-10-2024 | Antwerp FC          | Cercle Brugge       | 3 – 0 | 1 – 0 Kerk, 2 – 0 Chery, 3 – 0 Ondrejka                                    | 8      |                                                                                         |
| 11       | 19-10-2024 | Cercle Brugge       | Dender EH           | 0 – 0 |                                                                            | 9      |                                                                                         |
| 12       | 21-11-2020 | Union Sint-Gillis   | Cercle Brugge       | 1 – 3 | 1 – 0 Fuseini, 1 – 1 Felipe Augusto, 1 – 2 Kakou, 1 – 3 Kévin Denkey       | 12     |                                                                                         |
| 13       | 03-11-2024 | Cercle Brugge       | Sporting Charleroi  | 2 – 0 | 1 – 0 Denkey, 2 – 0 Van der Bruggen                                        | 15     |                                                                                         |
| 14       | 10-11-2024 | Cercle Brugge       | RSC Anderlecht      | 0 – 5 | 0 – 1 Dolberg, 0 – 2 Dolberg, 0 – 3 Leoni, 0 – 4 Dolberg, 0 – 5 Vázquez    | 15     | Kévin Denkey kreeg toestemming om zijn transfer te regelen en was niet geselecteerd.    |
| 15       | 23-11-2024 | Standard Luik       | Cercle Brugge       | 1 – 0 | 1 – 0 Zeqiri                                                               | 15     |                                                                                         |
| 16       | 01-12-2024 | Beerschot           | Cercle Brugge       | 3 – 2 | 0 – 1 Denkey, 0 – 2 Denkey, 1 – 2 Henderson, 2 – 2 Mbe Soh, 3 – 2 Colassin | 15     | Na deze wedstrijd werd trainer Miron Muslic ontslagen.                                  |
| 17       | 08-12-2024 | Cercle Brugge       | Union Sint-Gillis   | 0 – 0 |                                                                            | 16     |                                                                                         |
| 18       | 15-12-2024 | AA Gent             | Cercle Brugge       | 1 – 1 | 1 – 0 Sonko, 1 – 1 Denkey                                                  | 17     | Laatste wedstrijd van Kévin Denkey.                                                     |
| 19       | 22-12-2024 | Cercle Brugge       | Oud-Heverlee Leuven | 1 – 0 | 1 – 0 (pen) Olaigbe                                                        | 20     |                                                                                         |
| 20       | 27-12-2024 | STVV                | Cercle Brugge       | 1 – 1 | 0 – 1 Olaigbe, 1 – 1 Van Helden                                            | 21     |                                                                                         |
| 21       | 12-01-2025 | Cercle Brugge       | KV Mechelen         | 1 – 0 | 1 – 0 Augusto                                                              | 24     |                                                                                         |
| 22       | 18-01-2025 | Dender EH           | Cercle Brugge       | 0 – 1 | 0 – 1 Diakité                                                              | 27     |                                                                                         |
| 23       | 25-01-2025 | Sporting Charleroi  | Cercle Brugge       | 1 – 1 | 1 – 0 Guiagon, 1 – 1 Somers                                                | 28     |                                                                                         |
| 24       | 01-02-2025 | Cercle Brugge       | Standard Luik       | 1 – 1 | 1 – 0 Nazinho, 1 – 1 Amani                                                 | 29     |                                                                                         |
| 25       | 08-02-2025 | KRC Genk            | Cercle Brugge       | 2 – 1 | 0 – 1 Somers, 1 – 1 Steuckers (pen.), 2 – 1 Oh                             | 29     |                                                                                         |
| 26       | 16-02-2025 | Cercle Brugge       | KVC Westerlo        | 1 – 1 | 0 – 1 Sakamoto, 1 – 1 Minda                                                | 30     |                                                                                         |
| 27       | 23-02-2025 | KV Kortrijk         | Cercle Brugge       | 1 – 1 | 1 – 0 Duverne, 1 – 1 Brunner                                               | 31     |                                                                                         |
| 28       | 01-03-2025 | Cercle Brugge       | Antwerp FC          | 0 – 0 |                                                                            | 32     |                                                                                         |
| 29       | 09-03-2025 | Cercle Brugge       | Club Brugge         | 1 – 3 | 0 – 1 Vanaken, 0 – 2 Jutglà, 0 – 3 Jutglà, 1 – 3 Diakité                   | 32     |                                                                                         |
| 30       | 16-03-2025 | RSC Anderlecht      | Cercle Brugge       | 3 – 0 | 1 – 0 Vázquez, 2 – 0 Adryelson, 3 – 0 Huerta                               | 32     | Cercle eindigt 13e na de reguliere competitie en moet in PO III spelen voor het behoud. |

#### Overzicht
| Speeldag  | 1  | 2  | 3  | 4  | 5 | 6  | 7  | 8  | 9  | 10 | 11 | 12 | 13 | 14 | 15 | 16 | 17 | 18 | 19 | 20 | 21 | 22 | 23 | 24 | 25 | 26 | 27 | 28 | 29 | 30 |
| --------- | -- | -- | -- | -- | - | -- | -- | -- | -- | -- | -- | -- | -- | -- | -- | -- | -- | -- | -- | -- | -- | -- | -- | -- | -- | -- | -- | -- | -- | -- |
| Resultaat | v  | v  | w  | g  | w | v  | v  | v  | g  | v  | g  | w  | w  | v  | v  | v  | g  | g  | w  | g  | w  | w  | g  | g  | v  | g  | g  | g  | v  | v  |
| Punten    | 0  | 0  | 3  | 4  | 7 | 7  | 7  | 7  | 8  | 8  | 9  | 12 | 15 | 15 | 15 | 15 | 16 | 17 | 20 | 21 | 24 | 27 | 28 | 29 | 29 | 30 | 31 | 32 | 32 | 32 |
| Positie   | 16 | 16 | 10 | 12 | 8 | 13 | 13 | 15 | 14 | 15 | 15 | 15 | 11 | 14 | 14 | 15 | 15 | 15 | 13 | 13 | 12 | 11 | 10 | 9  | 11 | 13 | 12 | 12 | 13 | 13 |

### Relegation play-off

#### Speeldagen
| Speeldag | Datum      | Thuisploeg    | Bezoekers     | Score | Scoreverloop                                                                                               | Punten | Opmerkingen                                                                |
| -------- | ---------- | ------------- | ------------- | ----- | --- | ------ | -------------------------------------------------------------------------- |
| 1        | 30-03-2025 | KV Kortrijk   | Cercle Brugge | 2 – 2 | 1 – 0 Lagae, 1 – 1 Agyekum, 1 – 2 Somers, 2 – 2 Kadri                                                      | 33     |                                                                            |
| 2        | 05-04-2025 | Cercle Brugge | Beerschot     | 2 – 1 | 1 – 0 Somers, 1 – 1 Redan, 2 – 1 Perrin                                                                    | 36     |                                                                            |
| 3        | 12-04-2025 | STVV          | Cercle Brugge | 3 – 1 | 1 – 0 Bertaccini, 2 – 0 Brahimi, 2 – 1 Diakité, 3 – 1 Bertaccini                                           | 36     |                                                                            |
| 4        | 26-04-2025 | Cercle Brugge | STVV          | 3 – 1 | 1 – 0 Perrin, 2 – 0 Somers, 2 – 1 Patris, 3 – 1 Brunner                                                    | 39     | Na deze overwinning was Cercle zeker dat het niet rechtstreeks degradeert. |
| 5        | 03-05-2025 | Cercle Brugge | KV Kortrijk   | 0 – 2 | 0 – 1 Mehssatou, 0 – 2 Kadri                                                                               | 39     |                                                                            |
| 6        | 10-05-2025 | Beerschot     | Cercle Brugge | 4 – 2 | 0 – 1 Agyekum, 1 – 1 Konstantopoulos, 2 – 1 Konstantopoulos, 3 – 1 Mbe Soh, 4 – 1 Al-Ghamdi, 4 – 2 Brunner | 39     |                                                                            |

#### Overzicht
| Speeldag  | 1  | 2  | 3  | 4  | 5  | 6  |
| --------- | -- | -- | -- | -- | -- | -- |
| Resultaat | g  | w  | v  | w  | v  | v  |
| Punten    | 33 | 36 | 36 | 39 | 39 | 39 |
| Positie   | 2  | 1  | 2  | 1  | 2  | 2  |

### Barrages
| Datum      | Thuisploeg                | Bezoekers                 | Score | Doelpunten                                                                      |
| ---------- | ------------------------- | ------------------------- | ----- | ------------------------------------------------------------------------------- |
| 18/05/2025 | Patro Eisden Maasmechelen | Cercle Brugge             | 1 – 5 | 0 – 1 Agyekum, 0 – 2, 0 – 3 Brunner, 0 – 4 Augusto, 0 – 5 Somers, 1 – 5 Mabanza |
| 23/05/2025 | Cercle Brugge             | Patro Eisden Maasmechelen | 3 – 1 | 1 – 0 Nazinho, 2 – 0 Augusto (pen) 2 – 1 Van Landschoot, 3 – 1 Nunes            |

### Beker van België
| Ronde          | Datum      | Thuisploeg    | Bezoekers         | Score | Doelpunten                               |
| -------------- | ---------- | ------------- | ----------------- | ----- | ---------------------------------------- |
| 1/16de finale  | 31/10/2024 | Cercle Brugge | Olympic Charleroi | 3 – 0 | 1 – 0 Nunes, 2 – 0 Francis, 3 – 0 Magnée |
| Achtste finale | 04/12/2024 | Cercle Brugge | STVV              | 0 – 1 | 0 – 1 Ferrari                            |

### Europees voetbal

#### UEFA Europa League kwalificatie
| Datum        | Ronde      | Thuisploeg    | Bezoekers     | Score | Doelpunten                                |
| ------------ | ---------- | ------------- | ------------- | ----- | ----------------------------------------- |
| Tweede ronde | 25/07/2024 | Kilmarnock FC | Cercle Brugge | 1 – 1 | 0 – 1 Olaigbe, 1 – 1 Watson               |
| Tweede ronde | 01/08/2024 | Cercle Brugge | Kilmarnock FC | 1 – 0 | 1 – 0 Somers                              |
| Derde ronde  | 08/08/2024 | Molde FK      | Cercle Brugge | 3 – 0 | 1 – 0 Eriksen, 2 – 0 Eikrem, 3 – 0 Linnes |
| Derde ronde  | 15/08/2024 | Cercle Brugge | Molde FK      | 1 – 0 | 1 – 0 Ouattara                            |

Cercle werd uitgeschakeld in de derde voorronde van de UEFA Europa Leage en mocht verder Europees voetballen in de laatste kwalificatieronde van de UEFA Europe Conference League.

#### UEFA Conference League
| Ronde          | Datum      | Thuisploeg            | Bezoekers              | Score | Doelpunten |
| -------------- | ---------- | --------------------- | ---------------------- | ----- | --- |
| Play-offronde  | 22/08/2024 | Wisła Kraków          | Cercle Brugge          | 1 – 6 | 0 – 1 Minda, 0 – 2 Somers, 0 – 3 Ravych, 0 – 4 Denkey, 0 – 5 Ouattara, 0 – 6 Olaigbe, 1 – 6 Angel Rodado         |
| Play-offronde  | 29/08/2024 | Cercle Brugge         | Wisła Kraków           | 1 – 4 | 0 – 1 Uryga, 0 – 2 Kiss, 0 – 3 Gogol, 1 – 3 Augusto, 1 – 4 (own) Lietaert                                        |
| Groepsfase     | 03/10/2024 | Cercle Brugge         | FC St. Gallen          | 6 – 2 | 1 – 0 Minda, 2 – 0 Denkey, 3 – 0 Denkey, 4 – 0 Denkey, 4 – 1 Csoboth, 5 – 1 Magnée, 6 – 1 Magnée, 6 – 2 Mambimbi |
| Groepsfase     | 24/10/2024 | Víkingur Reykjavík    | Cercle Brugge          | 3 – 1 | 0 – 1 Olaigbe, 1 – 1 Sigurpálsson, 2 – 1 Djuric, 3 – 1 Vatnhamar                                                 |
| Groepsfase     | 07/11/2024 | LASK                  | Cercle Brugge          | 0 – 0 | |
| Groepsfase     | 28/11/2024 | Cercle Brugge         | Heart of Midlothian FC | 2 – 0 | 1 – 0 Efekele, 2 – 0 Magnée                                                                                      |
| Groepsfase     | 12/12/2024 | Olimpija Ljubljana    | Cercle Brugge          | 1 – 4 | 0 – 1 Olaigbe, 1 – 1 Blanco, 1 – 2 Augusto, 1 – 3 Denkey, 1 – 4 Olaigbe                                          |
| Groepsfase     | 19/12/2024 | Cercle Brugge         | Istanbul Başakşehir    | 1 – 1 | 0 – 1 Piątek 1 – 1 Brunner                                                                                       |
| Achtste finale | 06/03/2025 | Jagiellonia Białystok | Cercle Brugge          | 3 – 0 | 1 – 0 Pululu (pen), 2 – 0 Romanczuk, 3 – 0 Pululu                                                                |
| Achtste finale | 13/03/2025 | Cercle Brugge         | Jagiellonia Białystok  | 2 – 0 | 1 – 0 Van der Bruggen, 2 – 0 Augusto                                                                             |